# 莫泰贾纳
莫泰贾纳（義大利語：Motteggiana），是意大利曼托瓦省的一个市镇。总面积24平方公里，人口2580人，人口密度107.5人/平方公里（2009年）。国家统计（ISTAT）代码为020037。

## 友好城市
- 以色列Tur'an 2012年